# Semiothisa suriens
Semiothisa suriens är en fjärilsart som beskrevs av Embrik Strand 1912. Semiothisa suriens ingår i släktet Semiothisa och familjen mätare. Inga underarter finns listade i Catalogue of Life.